# Волков (Сумская область)
Волков (укр. Вовків) — село, Боромлянская сельская община, Ахтырский район, Сумская область, Украина.
Код КОАТУУ — 5925080802. Население по переписи 2001 года составляло 45 человек .

## Географическое положение
Село Волков находится на левом берегу реки Боромля, выше по течению на расстоянии в 3 км расположено село Першотравневое, ниже по течению на расстоянии в 4 км расположено село Алексино, на противоположном берегу — село Никитовка. Через село проходит железная дорога, станция Скряговка в 1,5 км. Рядом проходит автомобильная дорога Н-12.